# Діогу Роша (тенісист)
Діогу Роша (порт. Diogo Rocha; нар. 14 червня 1984) — колишній португальський тенісист.
Найвищу одиночну позицію світового рейтингу — 634 місце досяг 21 лютого 2005, парну — 1372 місце — 14 квітня 2003 року.
Завершив кар'єру 2008 року.

## Особисті зустрічі з гравцями першої 20-ки
Виграші й програші Роша в матчах з гравцями, що за свою кар'єру потрапляли до першої 20-ки рейтингу.
| Суперник          | Найвищий рейтинг | Матчі | Виграші | Поразки | % перемог | Останній матч                                 | Пос                                           |
| ----------------- | ---------------- | ----- | ------- | ------- | --------- | --------------------------------------------- | --------------------------------------------- |
| Хуан Ігнасіо Чела | 15               | 1     | 0       | 1       | 0%        | Поразка (0–6, 0–2 ret.) на Estoril Open 2004  | [ 1 ]                                         |
| Агустін Кальєрі   | 16               | 1     | 0       | 1       | 0%        | Поразка (1–6, 0–6) на Estoril Open 2003       | [ 2 ]                                         |
| Всього            | Всього           | 2     | 0       | 2       | 0%        | Статистика актуальна станом на 16 травня 2016 | Статистика актуальна станом на 16 травня 2016 |

## Гра за національну збірну

### Кубок Девіса (1–0)
2005 року Роша зіграв один матч в одиночному розряді за збірну Португалії в Кубку Девіса і здобув у ньому перемогу..
| Участь у матчах груп |
| -------------------- |
| Світова група (0–0)  |
| Плей-оф СГ (0–0)     |
| Група I (0–0)        |
| Група II (1–0)       |
| Група III (0–0)      |
| Група IV (0–0)       |

| Матчів за покриттям |
| ------------------- |
| Тверде (0–0)        |
| Ґрунт (0–0)         |
| Трава (0–0)         |
| Килим (1–0)         |

| Матчів за розрядом     |
| ---------------------- |
| Одиночний розряд (1–0) |
| Парний розряд (0–0)    |

| Закритий/відкритий корт |
| ----------------------- |
| Закритий корт (i) (1–0) |
| Відкритий корт (0–0)    |

| Матчів by venue   |
| ----------------- |
| Португалія (0–0)  |
| За кордоном (1–0) |

- ▲ ▼ позначає результат матчу на Кубок Девіса, після чого вказано дату, місце проведення і тип покриття тенісного корту.

| Rubber result | Rubber | Тип матчу (партнер, якщо є)                                                                                           | Країна-суперниця | Гравець(вці)-суперник(и)                                                                                              | Рахунок | |
| ▲4–1; 4–6 березня 2005; Kadrioru Tennis Center, Таллінн, Естонія; Перший раунд Групи II зони Європа/Африка; Килим (з) | ▲4–1; 4–6 березня 2005; Kadrioru Tennis Center, Таллінн, Естонія; Перший раунд Групи II зони Європа/Африка; Килим (з) | ▲4–1; 4–6 березня 2005; Kadrioru Tennis Center, Таллінн, Естонія; Перший раунд Групи II зони Європа/Африка; Килим (з) | ▲4–1; 4–6 березня 2005; Kadrioru Tennis Center, Таллінн, Естонія; Перший раунд Групи II зони Європа/Африка; Килим (з) | ▲4–1; 4–6 березня 2005; Kadrioru Tennis Center, Таллінн, Естонія; Перший раунд Групи II зони Європа/Африка; Килим (з) | ▲4–1; 4–6 березня 2005; Kadrioru Tennis Center, Таллінн, Естонія; Перший раунд Групи II зони Європа/Африка; Килим (з) | ▲4–1; 4–6 березня 2005; Kadrioru Tennis Center, Таллінн, Естонія; Перший раунд Групи II зони Європа/Африка; Килим (з) |
| --- | --- | --- | --- | --- | --- | --- |
| Перемога | V | Одиночний розряд | Естонія | Оскар Саарне | 6–3, 6–2 | |